# Luleå tekniska universitet
Luleå tekniska universitet är ett svenskt statligt universitet. Det grundades den 1 juli 1971 under namnet Högskolenheten i Luleå .Namnet ändrades senare till Högskolan i Luleå, men Luleå tekniska högskola var det mest använda namnet. Universitetet fick universitetsstatus 1997.
Verksamheten vid Luleå tekniska universitet fokuserar främst på det tekniska området men erbjuder även utbildning inom lärarutbildning, hälsovetenskap, ekonomi, samhällsvetenskap samt konstnärliga utbildningar inom musik, dans, teater och media. Universitetet har cirka 18 700 studenter.
Luleå tekniska universitet har sedan starten varit beläget på Porsön i norra Luleå, men universitetet bedriver också verksamhet i centrala Luleå samt i Piteå, Skellefteå och Kiruna. På Campus Skellefteå delas lokalerna med andra lärosäten. I Kiruna finns ett rymdcentrum som samarbetar med Institutet för rymdfysik.

## Historik

### Grundande
Luleå tekniska universitet grundades som Högskolan i Luleå den 1 juli 1971, vilket gjorde det till Sveriges femte tekniska högskola. Rune Andersson blev högskolans första anställda i april 1971 som huvudsekreterare i organisationskommittén. Den första utbildningen, civilingenjörsprogrammet i maskinteknik, startade den 1 september samma år, och de första 50 studenterna påbörjade sina studier i D-huset den 9 september. Samma år bildades Teknologkåren vid Luleå tekniska universitet.

#### 1970-talet

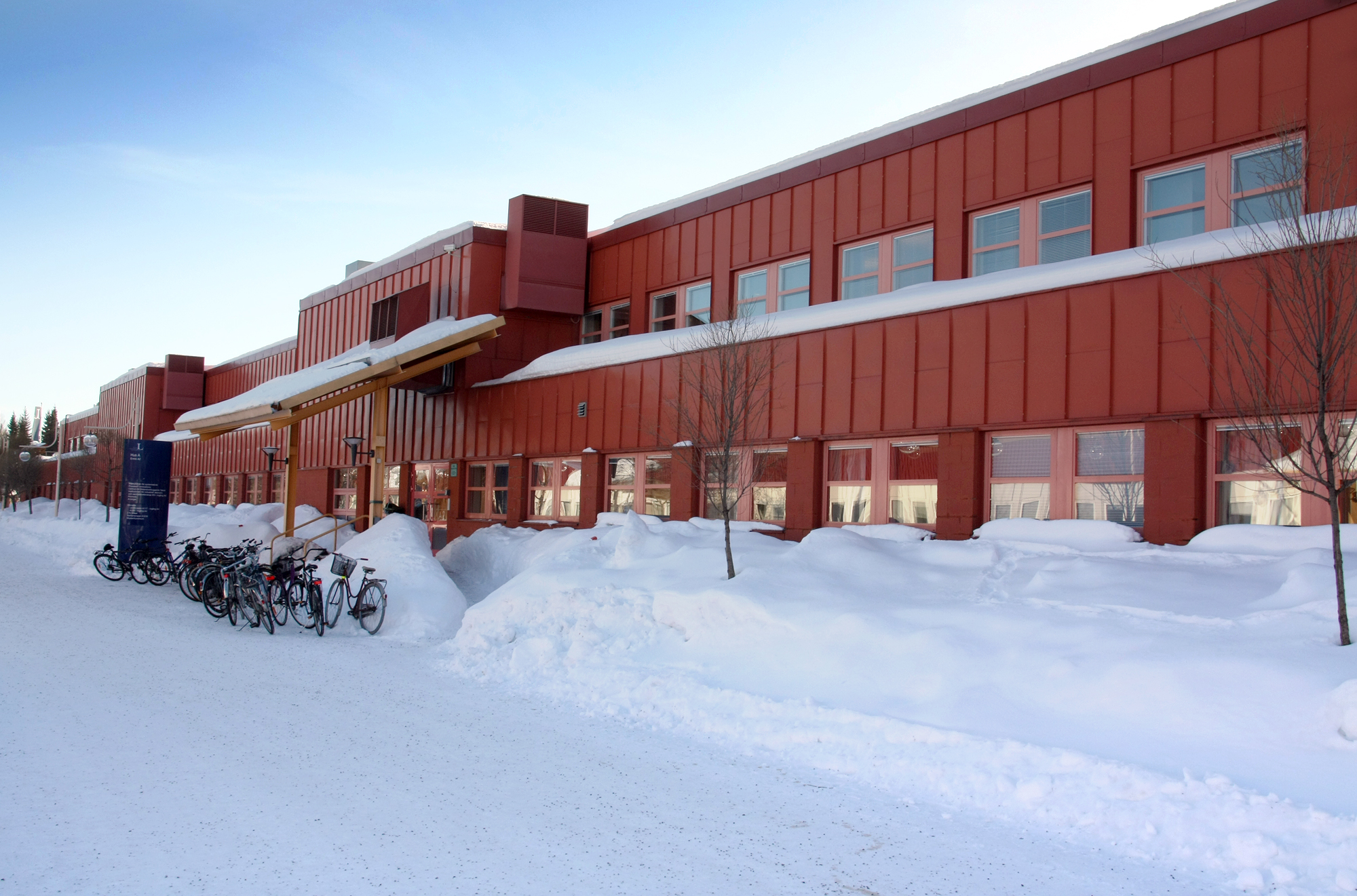
A-huset, Campus Luleå

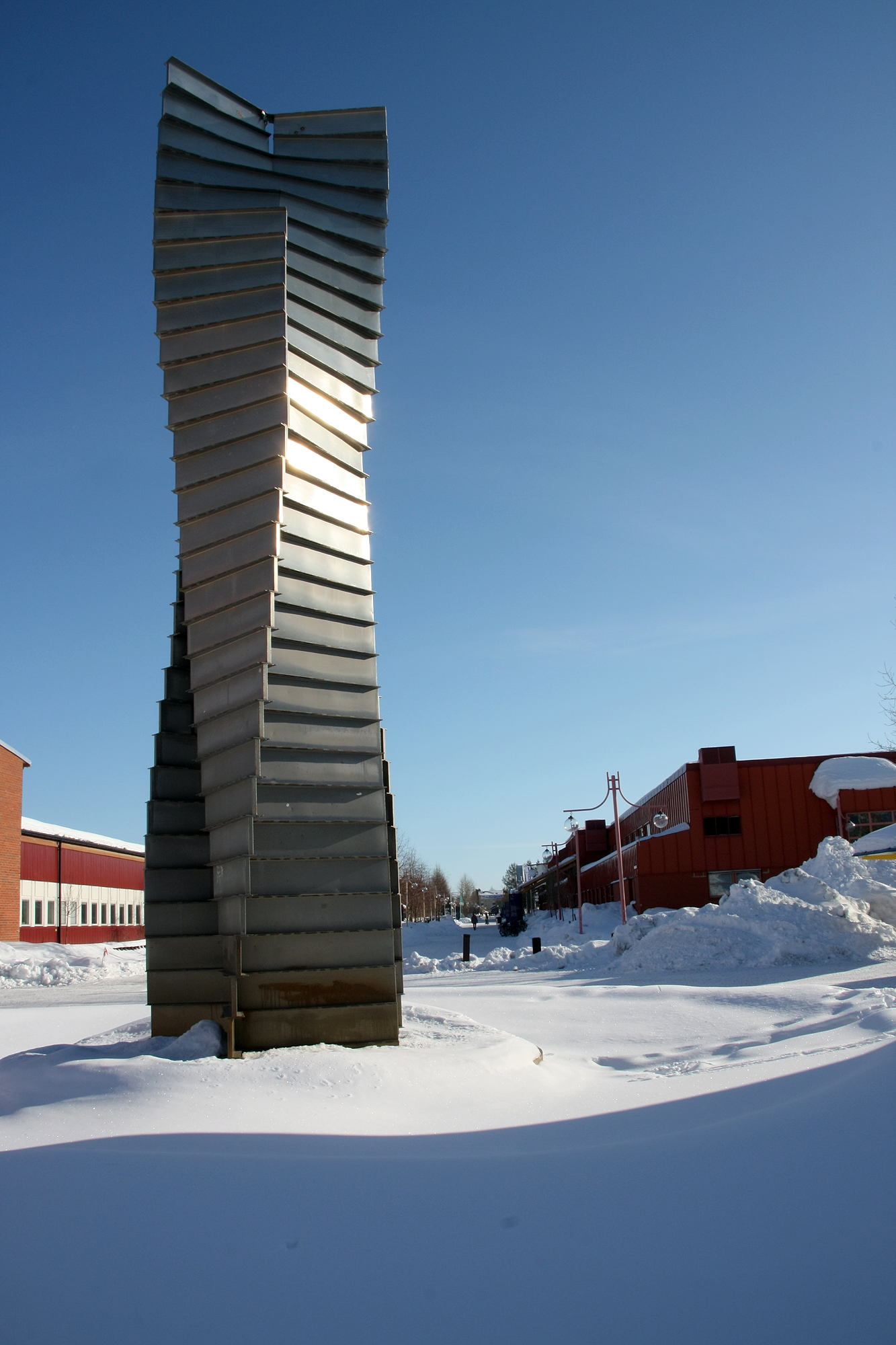
"Mänsklig byggnad" av Arne Jones. Skulptur vid campus Luleå.

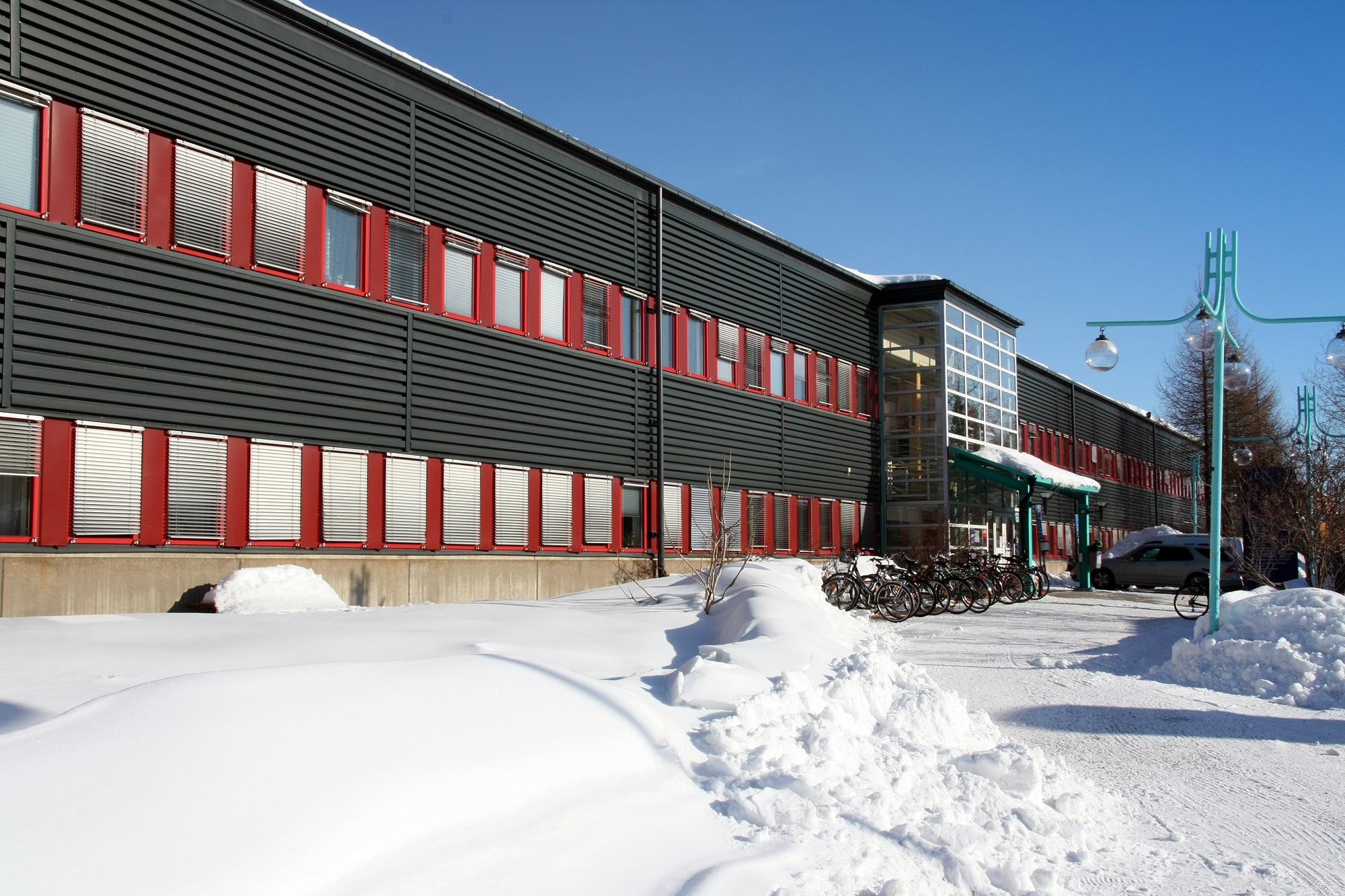
E-huset, Campus Luleå

År 1972 omlokaliserades delar av Kungliga Tekniska högskolans gruvinriktade verksamhet till Luleå, eftersom Sveriges gruvindustri hade förskjutits från Bergslagen till Skelleftefältet och Malmfälten. Detta inkluderade starten av Bergsingenjörsutbildningen Geoteknologi. Professuren i bergteknik, som är Sveriges äldsta tekniska professur, inrättades 1819 i i Falun.
1973 startade Högskolan SE-gruppen, som senare kom att bli tekniskt basår. Samma år kom även Arne Jones ikoniska skulptur "Mänsklig byggnad" på plats 1974 utexaminerades de första civilingenjörerna från Högskolan och det första kårhuset, då i köpcentret Shopping i Luleå centrum, kom att invigas samma år.
1976 fick Högskolans område i Luleå även flera nya byggnader anpassade för lärande och forskning och i samband med att Stålverk 80 lades på is, blev många fastigheter tillgängliga som studentboenden. 1977 valdes Lars Nordström i högskolans första rektorsval och samma år integrerades den tidigare Lärarhögskolan, Förskoleseminariet och SYDUT i verksamheten. Tekniskt basår ersatte även SE-gruppen detta år.
 

År 1978 tillkom Musikhögskolan i Piteå som en institution inom Högskolan när musiklärarutbildningen SÄMUS förstatligats och överflyttats från Framnäs folkhögskola. B-huset invigdes samma år och Högskolan fick då ett eget bibliotek. 1979 lämnade Nordström rektorsbefattningen för att bli generaldirektör för Statens kärnkraftinspektion. Han efterträddes samma år av Torbjörn Hedberg.

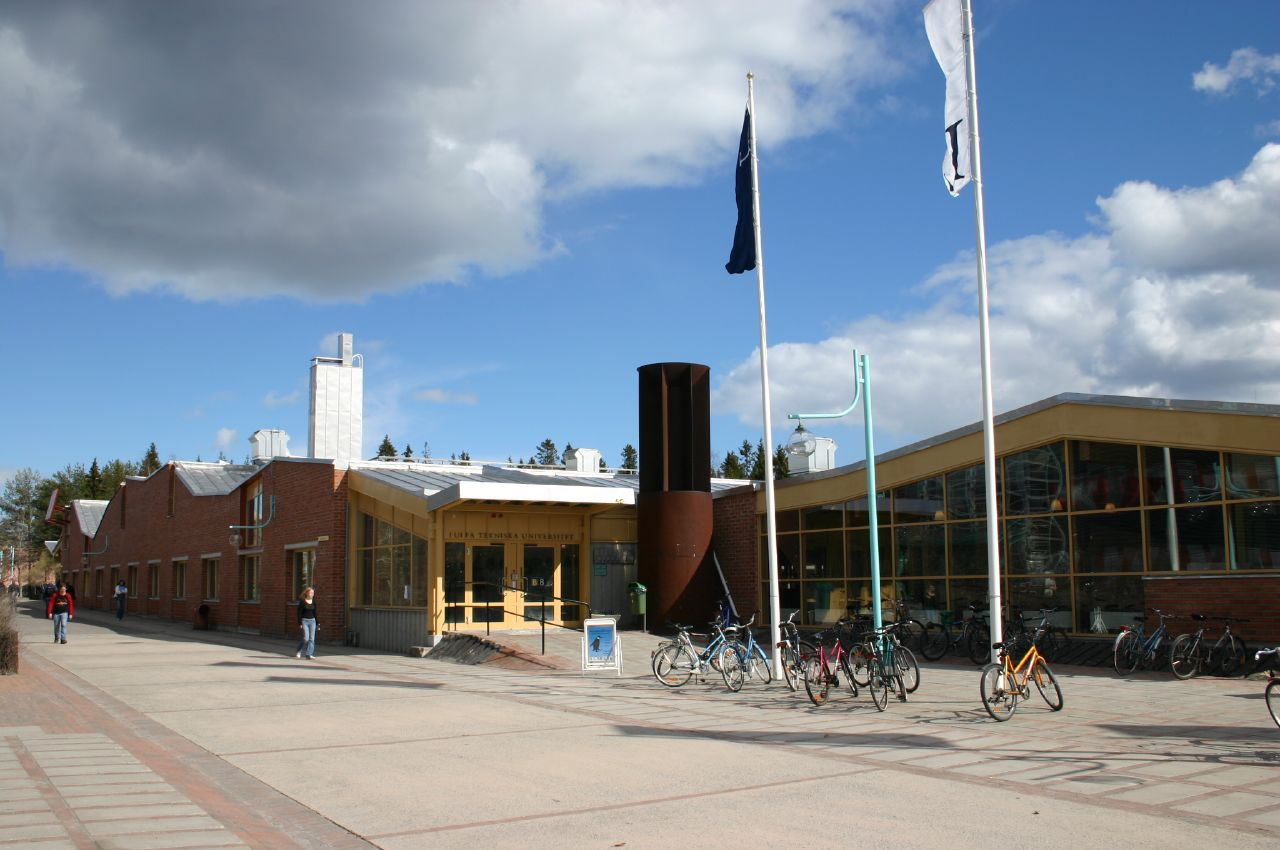
B-husets huvudingång.

#### 1980-talet
1981 utsågs högskolans fyra första hedersdoktorer:Lars Granar, Gösta Hägglund, Ragnar Lassinantti och Lars Nordström. Året därpå startade Datatekniklinjen, vilket gjorde högskolan till det andra lärosätet i Sverige med en utbildning i Datateknik. .
Under 1980-talet färdigställdes högskolans sex kvarter på Porsön, och verksamheten expanderade med flera nya tekniska och samhällsvetenskapliga utbildningar. Vårdhögskolan i Boden inlemmades, och Teaterhögskolan skapades. År 1983 disputerade Ren Lixing från Kina som högskolans första kvinnliga doktorand och samma år fick Högskolan en halv miljon kronor för att främja att fler kvinnor väljer tekniska utbildningar.
1984 ingicks det avtal om utbyte av studerande och forskare mellan Högskolan i Luleå, Beijing university of Iron and Steel Technology samt Institut National Polytechnique de Lorraine. Samma år fick biblioteket en ny flygel och fördubblade då sin yta. Datasektionen vid Luleå tekniska universitet bildades även detta år som tredje sektion under Teknologkåren. 
1987 invigdes Centekhuset som senare kom att bli Studenternas hus och året efter invigdes Teknikens Hus och det nya kårhuset, med en egen festlokal för studenterna.

#### 1990-talet

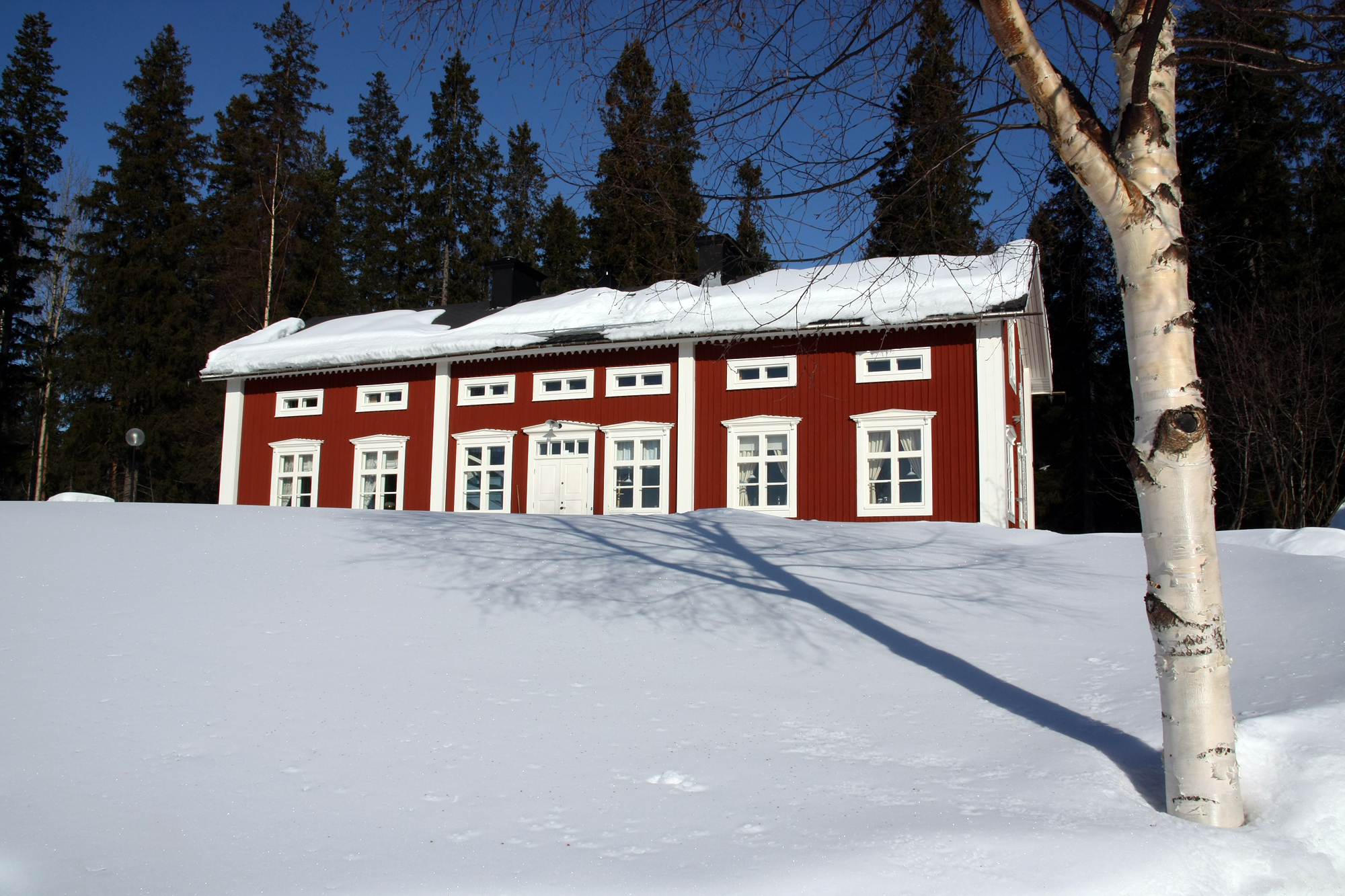
Wibergsgården vid Luleå tekniska universitet (LTU)

1992 stod Alfahuset klart. Wibergsgården invigdes och året därpå fick Caesar Wiberg, som förste mottagare, Högskolans förtjänstmedalj. 1994 efterträddes Torbjörn Hedberg av Ingegerd Palmér som kom att bli den första kvinnliga rektorn vid en teknisk högskola i Sverige. Högskolans studentdatanätverk invigdes samma år och eftersom kablarna gick mellan Högskolans olika campus blev det Sveriges största studentdatanätverk.

### Universitetsstatus

#### 1990-talet
Den 1 januari 1997 bekräftades högskolans universitetstatus genom att den kunde byta namn till Luleå tekniska universitet. Samma år presenterades Luleå-algoritmen av fyra forskare från Luleå tekniska universitet och uppmärksammades globalt av bland andra Craig Partridge i ett brev till Internet Engineering Task Force. 1998 blev Ulla Westermark universitetets första kvinnliga professor. 1999 invigdes Aula Aurora, universitetets konsert- och talarsal. Samma år inlemmas även Vårdhögskolan i Boden och universitetet översteg för första gången 10 000 studenter.

#### 2000-talet
År 2000 lanserades projektet Det skapande universitetet som avsåg att fullständigt stöpa om universitetet till år 2006. Utbildning och forskning skulle grupperas inom tvärvetenskapliga ”arenor” inom vilka flera olika examina skulle vara möjliga. Projektet rönte emellertid starkt motstånd både från personal och studenter och modifierades under gång så att arenorna och de ordinarie utbildningarna existerade parallellt. 2002 slogs UNITAS och Pedagogkåren samman till Luleå studentkår.
2005 fattade universitetsstyrelsen beslut om att flytta Institutionen för hälsovetenskap till Luleå. Under höstterminen 2006 stod flytten klar och verksamheten utförs nu i lokaler på Porsön och all verksamhet i Boden har upphört.  
Institutionerna Musikhögskolan i Piteå (som 2006 bytte namn till Institutionen för musik och medier) och Teaterhögskolan i Luleå överfördes vid omorganisationen 2011 till avdelningen för musik, dans och teater vid Institutionen för konst kommunikation och lärande (KKL).

#### 2010-talet
År 2012 inlemmades Bergsskolan i Filipstad och Orgel Acusticum invigdes av Benny Andersson. 2013 brann ett studentboende i Klintbacken ned tillsammans med ett 70-tal studenters ägodelar. Branden lämnade många frågetecken om hur elden kunde spridas så snabbt och ledde till en utredning som visade att det inte var några brister i husets konstruktion.
2015 hölls den första upplagan av Big Air. 2017 utsågs Birgitta Bergvall-Kåreborn till ny rektor för universitetet då Johan Sterte gick vidare till att bli rektor för Karlstads universitet. 2019 utsågs universitetet till ett elitidrottsvänligt lärosäte av Riksidrottsförbundet. Ledningen planerade särskilda satsningar inom längdåkning, skidskytte och skidorientering. Två år senare inleddes även ett samarbete med Sveriges Olympiska Kommitté för teknikforskning och prestationsutveckling inom vinteridrott. Universitetet öppnade en av Sveriges första testmiljöer för 5G detta år. Testmiljön byggdes sedan ut två år senare av Telia Company och Ericsson. Efter ett riksdagsbeslut om att flytta statliga myndigheter flyttade Polarforskningssekretariatet in i sina nya lokaler i B-huset. NASA/Jet Propulsion Laboratory inledde ett långsiktigt samarbete kring drönarteknik med forskargruppen i robotik vid Luleå tekniska universitet.

#### 2020-talet
År 2020 blev universitetet ett europauniversitet. Coronaviruspandemin 2019–2021 präglade utbildningen under 2020 och 2021. Den 18 mars övergick universitetet till distansutbildning och -tentamen. Flera lärosäten, däribland LTU, började 3D-printa visir. Universitetet skapade i samarbete med Familjen Kamprads stiftelse NorrlandsNavet, med syfta av att stärka och utveckla norrländska företag, för en summa på totalt 100 miljoner kronor över åtta år.  Det tidigare Centekhuset byggdes om och invigdes som Studenternas hus i mars. Den 16 juli 2021 slog universitetet nytt rekord för antalet antagna studenter i första urvalet enligt en undersökning av universitets- och högskolerådet.

### Lista över rektorer
- 1977–1979: Lars Nordström (1971–1977 var Nordström vice ordförande i organisationskommittén med rektors ansvar och befogenheter)
- 1979–1993: Torbjörn Hedberg
- 1994–2005: Ingegerd Palmér
- 2005–2009: Pia Sandvik Wiklund
- 2009–2017: Johan Sterte
- 1 december 2017: Birgitta Bergvall-Kåreborn

## Byggnader och områden

### Grönområden
Söder om Campus Luleå ligger grönområdet Heden, med studiesociala utrymmen och en diskgolfbana. I nära anslutning till campus Luleå ligger dammen Pussen. Den utgör ett populärt ställe för studenter att grilla tillsammans. Pussen har även använts som skridskobana. Intill Pussen står lusthuset Paviljongen som är ett populärt studiesocialt utrymme.

## Universitetsområden

### Campus Kiruna
Campus Kiruna finns en bit utanför Kiruna och är en del av Umeå universitet och Luleå tekniska universitet. På Campus Kiruna arbetar Avdelningen för rymdteknik med rymdrelaterad forskning i nära samarbete med Institutet för rymdfysik.

### Campus Luleå
Universitetscampus i Luleå ligger på Porsön och består av fem huvudbyggnader:
- A-huset inrymmer utbildning och forskning inom datavetenskap, ekonomi och samhällsvetenskap.
- B-huset här finns universitetsbiblioteket, huvudentrén och administrativa kontor.
- C-huset fungerar som en central mötesplats för studenter och rymmer studentkårens lokaler samt studentidrottsanläggningar.
- E-huset är dedikerat till forskning och utbildning inom bland annat fysik och maskinteknik.
- F-huset används för verksamheter inom geovetenskap, byggteknik och arbetsvetenskap.

D-huset monterades ned 2024, och enligt universitetets satsning Framtidens campus ska en ny byggnad uppföras på platsen. För närvarande bedrivs delar av lärarutbildningen och hälsovetenskapliga program i tillfälliga paviljonger på grund av pågående renoveringar.
I närheten av campus finns bekvämligheter som en matbutik, tandvård, bostäder och vetenskapscentret Teknikens Hus.

### Musikhögskolan i Piteå
I Piteå bedrivs forskning och utbildning inom musik och medier. På universitetsområdet i Piteå finns Orgel Acusticum vid Luleå tekniska universitet. Bygget av orgeln påbörjades i augusti 2006 av den ledande europeiska firman Orgelbauwerkstatt Woehl, Tyskland, under ledning av Gerald Woehl. Projektledare från Luleå tekniska universitet är professor Hans-Ola Ericsson.
Orgel Acusticum vid Luleå tekniska universitet är 10 meter bred och 9,5 meter hög. Orgeln har 9 000 pipor fördelade på 140 stämmor (vartill kommer 13 effektregister). När det planerade övertonsverket är på plats kommer det totala antalet stämmor att vara 206.
Under invigningsveckan som startade 15 oktober 2012 uruppförde Luleå tekniska universitets hedersdoktor Benny Andersson ett specialskrivet verk En skrift i snön (text: Kristina Lugn) 
Orgeln ägs av Luleå tekniska universitet och är delvis finansierad av donatorer – den enskilt största donatorn är Kempestiftelserna.

### Campus Skellefteå
Campus Skellefteå är ett centrum för högre utbildning i Skellefteå. Här bedrivs forskning och utbildning inom bland annat trä, datorgrafik/datorspel, elkraft, omvårdnad och socialt arbete.

### Teaterhögskolan i Luleå
Teaterhögskolan i Luleå är namnet för skådespelarprogrammet vid Luleå tekniska universitet. Utbildningen bedrivs i samma hus som Norrbottensteatern i centrala Luleå. Utbildningen startade 1996 som ett samarbete mellan Luleå tekniska universitet och Norrbottensteatern. På programmet utbildas skådespelare för teater, tv, film och radio. Huvudämnet vid skådespelarprogrammet är scenisk framställning och övriga basämnen är röst och tal, kropp och rörelse, sång samt teori.

## Organisation

### Ledning
Universitets högsta beslutande organ är universitetsstyrelsen, där det, förutom rektor och student- och lärarrepresentanter, finns åtta ledamöter utsedda av regeringen. Universitetsdirektören är chef för den verksamhetsstödjande enheten (administration, bibliotek med mera). Birgitta Bergvall-Kåreborn är rektor för universitetet sedan december 2017.
Det finns två fakultetsnämnder. Nämnderna arbetar på uppdrag av rektor med strategisk planering, uppföljning och utvärdering. Den tekniska fakultetsnämnden har teknisk utbildning och forskning som sitt ansvarsområde och den filosofiska fakultetsnämnden har utbildning och forskning inom samhällsvetenskap, hälsovetenskap, konst, utbildningsvetenskap, humaniora samt konstnärligt utvecklingsarbete som sitt.

### Campus
- Campus Luleå
- Campus Kiruna
- Campus Skellefteå
- Campus Piteå

### Institutioner
Utbildning och forskning bedrivs inom institutionerna. Från och med 1 januari 2021 har Luleå tekniska universitet fem institutioner:
- Institutionen för ekonomi, teknik, konst och samhälle
- Institutionen för hälsa, lärande och teknik
- Institutionen för samhällsbyggnad och naturresurser
- Institutionen för system- och rymdteknik
- Institutionen för teknikvetenskap och matematik

### Bibliotek

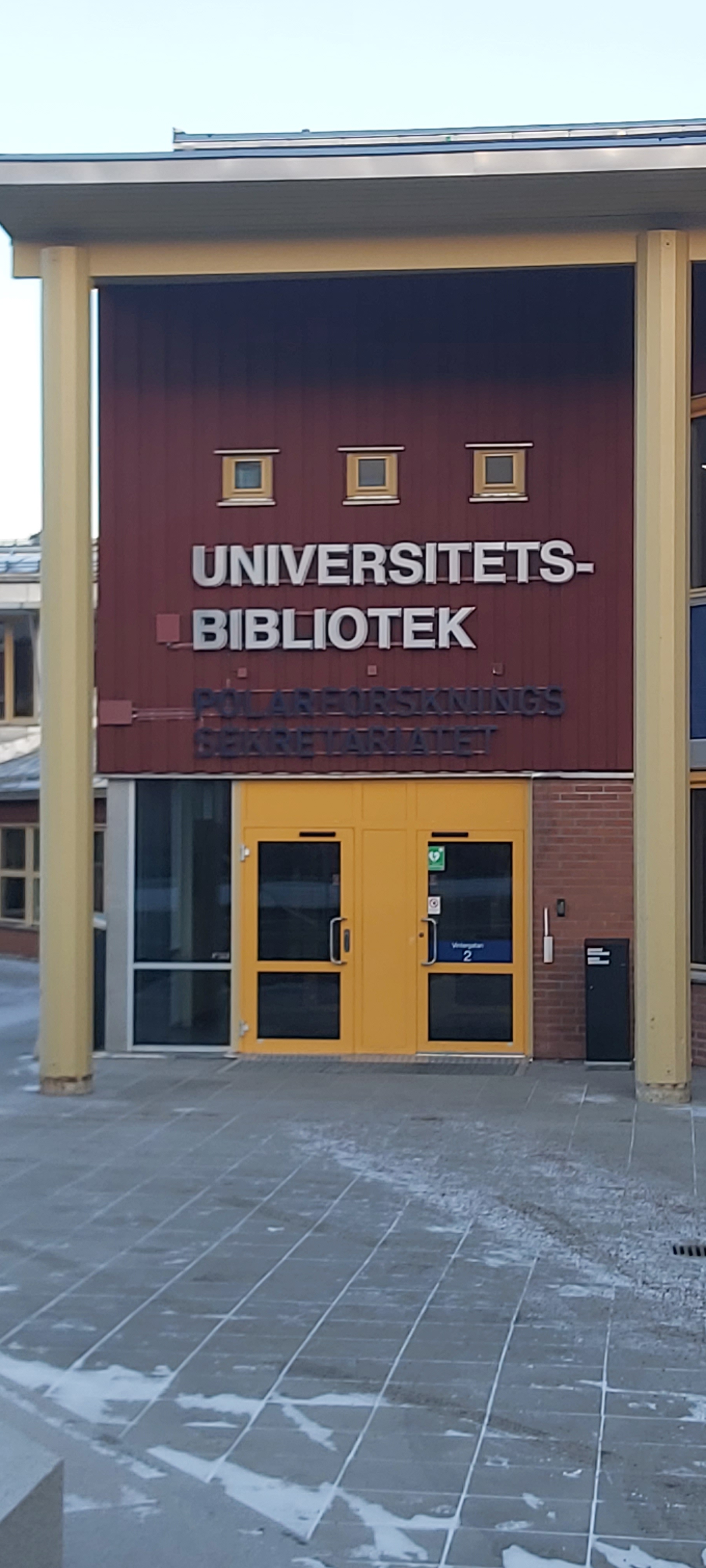
En ingång till universitetsbiblioteket på Porsön.

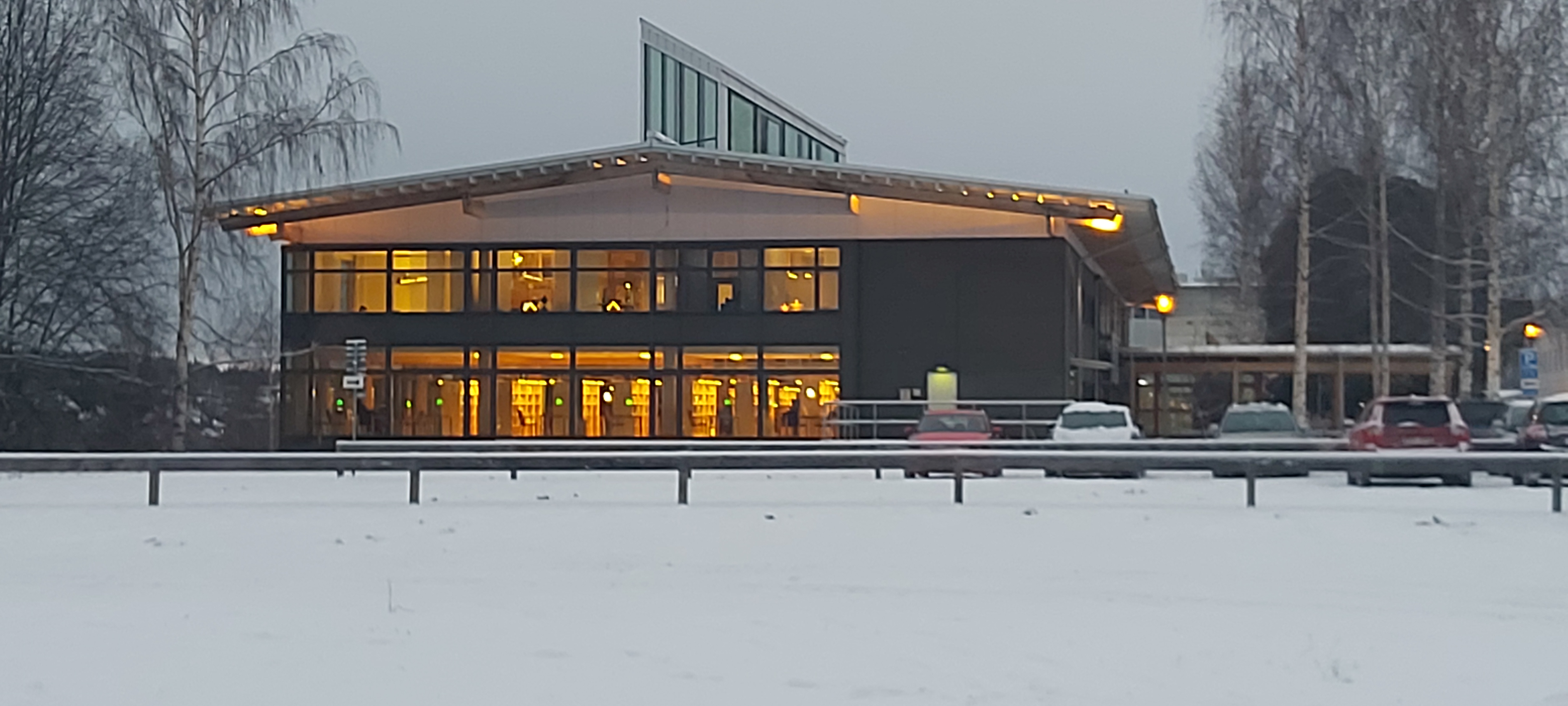
Campusbiblioteket i Skellefteå.

Universitetsbiblioteket har några specialsamlingar:
- Nordkalottsamlingen
- Årsberättelser från gruvbolag, från över 1500 bolag och som omfattar åren 1884-2015
- Ragnar Lassinanttis bok- och konstsamling samt hans privatarkiv
- Mats Winsas arkitekturböcker

## Forskning
Sedan 2023 är forskningen vid Luleå tekniska universitet organiserad i 11 forskningsområden:
- Samhällsbyggande och infrastruktur
- Arkitektur och design
- Gruvor och mineral
- Maskinteknik och material
- Energi
- Digitalisering, automation och artificiell intelligens
- Rymden
- Ekonomi och samhälle
- Hälsa
- Lärande
- Musik och teater

Universitetets strategiska forskningsbas ligger inom det tekniska området, men de flesta områden är tvärvetenskapliga. En stor del av forskningen är tillämpad och bedrivs i nära samarbete med industrin, andra universitet och organisationer, både regionalt, nationellt och internationellt.

### Institutionen för ekonomi, teknik, konst och samhälle
- Arbetsvetenskap
- Design
- Entreprenörskap och innovation
- Historia
- Industriell marknadsföring
- Kvalitetsteknik och logistik
- Ljudteknik
- Musikalisk gestaltning
- Nationalekonomi
- Produktinnovation
- Redovisning och styrning
- Rättsvetenskap
- Statsvetenskap
- Teater

### Institutionen för hälsa, lärande och teknik
- Arbetsterapi
- Engelska med didaktisk inriktning
- Fysioterapi
- Matematikens och naturvetenskapernas didaktik
- Medicinsk teknik
- Medicinsk vetenskap – utbildningsämne
- Omvårdnad
- Pedagogik
- Psykologi
- Svenska med didaktisk inriktning

### Institutionen för samhällsbyggnad och naturresurser
- Arkitektur
- Avfallsteknik
- Biokemisk processteknik
- Byggkonstruktion
- Byggmaterial
- Byggproduktion och byggteknik
- Drift och underhållsteknik
- Geoteknik
- Gruv- och Berganläggningsteknik
- Gränsytors kemi
- Kemisk teknologi
- Malmgeologi
- Mineralteknik
- Teknisk akustik
- Tillämpad geofysik
- Tillämpad geokemi
- Processmetallurgi
- VA-teknik

### Institutionen för system- och rymdteknik
- Atmosfärsvetenskap

- Cyberfysiska system
- Cybersäkerhet
- Distribuerade datorsystem
- Elektroniksystem
- Informationssystem
- Kommunikations- och beräkningssystem
- Maskininlärning
- Reglerteknik
- Robotik och Artificiell intelligens
- Rymdtekniska system
- Signalbehandling

### Institutionen för teknikvetenskap och matematik
- Elkraftteknik
- Energiteknik
- Experimentell mekanik
- Experimentell fysik
- Hållfasthetslära
- Maskinelement
- Maskinkonstruktion
- Materialteknik
- Polymera kompositmaterial
- Produktionsutveckling
- Strömningslära
- Tillämpad fysik
- Tillämpad matematik
- Trä- och bionanokompositer
- Träteknik

## Utbildningar

### Program
Vid Luleå tekniska universitet bedrivs utbildningar inom följande programområden:
- Civilingenjör
- Högskoleingenjör
- Data och IT
- Design
- Ekonomi, organisation och företagande
- Energi, miljö och hållbar utveckling
- Gruva och metall
- Hälsa, vård och idrott
- Juridik och rättsvetenskap
- Lärare, undervisning och pedagogik
- Masterutbildningar
- Magisterutbildningar
- Musik och teater
- Rymdteknik
- Samhällsbyggande
- Samhällsvetenskap
- Specialistsjuksköterska
- Teknik
- Tekniskt basår

## Studenter
Antalet antagna studenter på Luleå tekniska universitet, urval 1:
| År   | Antagna studenter |
| ---- | ----------------- |
| 2024 | 13244             |
| 2023 |                   |
| 2022 | 12664             |
| 2021 | 13835             |
| 2020 | 12494             |
| 2019 | 10163             |
| 2018 | 10130             |
| 2017 | 9920              |
| 2016 | 9645              |
| 2015 | 9682              |
| 2014 | 9702              |

## Studentkårer och studentliv

### Studentkårer
Vid Luleå tekniska universitet finns två studentkårer, Teknologkåren vid Luleå tekniska universitet och Luleå studentkår. Teknologkåren är den äldsta (bildad 1971) och organiserar i huvudsak studerande vid den tekniska fakulteten. Luleå studentkår bildades 2002 när dåvarande Studentkåren Unitas (för samhällsvetare) och Pedagogkåren (för lärarstuderande) gick samman. Båda två kårerna härrörde från den i början av 1980-talet bildade Ekonomkåren. I samband med kårobligatoriets avskaffande 2010 uppgick Piteå studentkår i Luleå studentkår. Luleå Studentkår har ungefär hälften så många medlemmar som Teknologkåren sedan avskaffandet av kårobligatoriet. 
Studentföreningar för rymdutbildningarna är SLUSK (Studentföreningen för Luleås och Umeås studentkårer i Kiruna), Space Babes (förening för främjandet av kvinnliga rymdingenjörer), Arctic Assembly (studentdatorförening) och R6 (Rymdtekniks festmästeri).

### Idrott
Idrottsföreningen StiL (en förkortning för Studentidrotten i Luleå, ursprungligen Luleå Högskolas IF) är en allmän idrottsförening men har i huvudsak studenter och boende på Porsön som medlemmar. StiL är aktiva inom de flesta idrotter, har en omfattande motionsverksamhet och ett stort gym samt anordnar utflykter och fjällresor. Verksamheten bedrivs i huvudsak i Porsöhallen och de år 2007 invigda lokalerna på cirka 3 500 kvadratmeter i universitetets C-hus.
Den japanska lagsporten yukigassen infördes i Sverige av LTU-studenter. Det första svenska mästerskapet i snöbollskrig hölls i Luleå i februari 2010.

### Nöjen
Kårerna äger aktiebolaget Kårhusrestaurangen som driver restaurang och nattklubb på universitetsområdet i Luleå. Tidigare höll man till i dåvarande Kårhuset men sedan våren 2007 är man i nya lokaler i C-huset under namnet STUK. Verksamheten bedrivs av ungefär 200 ideellt arbetande studenter under ledning av tre restaurangchefer och en kökschef. Kårhuset i Piteå drivs av Piteå studentsektion inom Luleå studentkår .

### Nolleperioden
Vid Luleå tekniska universitet välkomnas alla nya studenter med en två veckor lång nolleperiod. De äldre studenterna som lotsar ”nollorna” i studentlivet kallas för ”phösare”, iklädda i overall, teknologmössa eller blå studentmössa samt solglasögon. I Luleå arrangeras den av Nolleperiodsgruppen i samarbete med Studenthälsan, universitetsledningen och Luleå kommun. Nolleperiodsgruppen består av 16 studenter varav åtta (fyra ”adel” och fyra ”överphösare”) är valda av Teknologkåren och åtta (fyra ”adel” och fyra ”överphösare”) av Luleå studentkår.
Under nolleperioden anordnas dagtid förberedande kurser i matematik, studieteknik och annat som kan vara relevant och kvällstid deltar nollorna i olika lekar och fester. Nolleperioden avslutas med en stor välkomstmiddag.
Nolleperioden är helt frivillig och innehåller inga pennalistiska eller kränkande aktiviteter.

### Kultur
Det studentikosa musik- och teaterlivet representeras av flera körer, musikföreningar och spex. Förutom musikhögskolans verksamhet i Piteå finns det vid universitetet en blandad kör (Studentkören Aurora), en manskör (Snapsakademien), en kvinnokör (Embla) och studentblåsorkestern Luhrarne. Lulespexet sätter varje vår upp ett nytt spex och för den som spelar i ett band finns föreningen Frispel som håller med repetitionslokal.

### Övriga föreningar
Bland de övriga föreningarna kan nämnas tre nationer (Skåne Nation LTU, Dalarnas Nation LTU och Göteborgs Nation LTU), den kristna föreningen Lukas, den pyrotekniska föreningen Pyrot, Magic-föreningen DORK, datorföreningen Ludd, elektronikföreningen XP-el och lokalavdelningar av organisationerna BEST och IAESTE. Kårernas studentsektioner bedriver förutom studiebevakning viss festverksamhet (Asarna), med tillhörande gamlingsföreningar (GammelAsen) men där finns också studentbiografen,  elektronikföreningen och den maskintekniska verkstaden.

## Alumner - urval, tidigare studenter
- Maria Ågren, Examen i Samhällsbyggnadsteknik, Fd Generaldirektör Transportstyrelsen
- Peter Carlsson, Examen Ekonomi produktion- och kvalitetsstyrning, grundare och VD Northvolt, Fd Operativ chef Tesla Motors
- Catrin Fransson, Examen Ekonomie, VD Svensk Exportkredit
- Sofia Ledarp, Konstnärlig högskoleexamen i scen och medier, Skådespelare "Vinnare av Guldbaggen 2007"
- Kristofer Arwin, Företagsekonomi, Grundare Pricerunner
- Elisabeth Nilsson, Civilingenjör Geoteknologi 1977, Fd VD Jernkontoret och Landshövding Östergötlands län
- Lars-Eric Aaro, Bergsingenjör med magisterexamen 1982 samt hedersdoktor. Försäljningschef ÅF, FD vd LKAB
- Stina Honkamaa, f.d VD Google Sweden
- Malin Frenning, MSc, Sveriges mäktigaste kvinna, Veckans Affärer 2011
- Daniel Mühlbach, MSc, grundare och VD Footway Group AB
- Jeff Ahl, Examen i politik och samhällsutveckling, f.d riksdagsledamot för Sverigedemokraterna och styrelseledamot för Alternativ för Sverige
- Peter Parnes, MSc, PhD, grundare av Marratech, sålt till Google